# جيري هوبكينز
جيري هوبكينز (بالإنجليزية: Jerry Hopkins)‏ هو لاعب كرة قدم أمريكية أمريكي، ولد في 24 يناير 1941.

## وصلات خارجية
- جيري هوبكينز على موقع مرجع كرة القدم المحترفة.كوم (الإنجليزية)